# Йоганн Едуард Берг
Йоганн Едуард Берг (швед. Johan Edvard Bergh; 29 березня 1828, Стокгольм — 23 вересня 1880, Стокгольм) — шведський художник-пейзажист, засновник нової шведський школи пейзажистів.

## Біографія
Йоганн Едуард Берг народився в сім'ї керівника залізницею в Стокгольмі Северина Берга. З 1844 року вивчав право в університеті Уппсали. По закінченню навчання в 1849 році отримав професію судді. Працював нотаріусом. У 1851 відвідав острів Готланд, де зустрівся з кількома художниками і захопився живописом. Коли Берг повернувся у Стокгольм, він показав свої малюнки і ескізи скандинавському професорові живопису Крістіану Форсселлю (1777—1852), отримав його схвалення. Він почав освоювати мистецтво живопису під керівництвом професора в Уппсалі. Спочатку поєднував службові обов'язки з навчанням живопису, але незабаром повністю присвятив себе живопису.
У 1854 році він здійснив поїздки в Дюссельдорф, Женеву і Італію. Потім навчався в Карлсруэ у Х.Гуде (по класу пейзажу) і в Женеві — в А. Калама. У 1861 році призначений екстраординарним, а у 1867 — ординарним професором Королівської академії вільних мистецтв в Стокгольмі.

## Родина
Син Йоганна Едуарда Берга - Свен Річард - пішов по слідах батька і став художником. Внучка (молодша донька Свена Майя також стала художницею.

## Палітра художника
Роботи Берга вирізняються правдивістю в зображенні природи, ретельним опрацюванням деталей, свіжим колоритом і поверненням до рідних сюжетів. Берг був плідним художником. Багато його пейзажів, які представляють види дикої північної природи, знаходяться в картинних галереях, переважно у Швеції, Англії, Голландії і Франції.

## Твори
- Пейзаж (1873)
- «Лісовий пейзаж» (1853)
- «Пейзаж на заході» (1855)